# Ksenia Karelina
Ksenia Karelina (ryska: Ксения Карелина), född 1991 i Jekaterinburg i Ryssland, är en rysk-amerikansk balettdansös. I början av år 2024 greps hon och anklagades för förräderi av Rysslands regering. Enligt uppgift ska Karelina ha sänt 51 amerikanska dollar till den icke-vinstdrivande organisationen Razom, som stödjer humanitära insatser i Ukraina. Initialt riskerade Karelina att dömas till livstids fängelse, men den 15 augusti 2024 dömdes hon till 12 år i fängelse.
I april 2025 frigavs Karelina i en fångutväxling mellan Ryssland och USA i utbyte mot Arthur Petrov. Denne, som har både tyskt och ryskt medborgarskap, arresterades i Cypern 2023 på begäran av amerikanska myndigheter. De hävdade att Petrov brutit mot sanktioner genom att ha exporterat avancerad amerikansk elektronik till Ryssland. Fångutbytet genomfördes i Abu Dhabi i Förenade arabemiraten.